# Провост (образование)
Провост (лат. Praepositus; англ. Provost) — высшая административная должность университетов США, Канады и других стран; отвечает за академическую политику высшего учебного заведения. Является вторым по значению после президента (ректора) лицом в университете. Эквивалент первого проректора в российских вузах.
Обязанности и области ответственности провоста варьируются, но обычно включают в себя контроль за академическими и научно-исследовательскими вопросами. Провосту подчиняются деканы, руководители различных вспомогательных подразделений, связанных с академической поддержкой.

## История
Наименование «Провост» использовалось в Англии в средневековье для руководителей таких колледжей, как Ориэль-колледж и Итонский колледж.
Первое упоминание должности провост в американских ВУЗах датируется концом 18-го и началом 19-го веков в Пенсильванском и Колумбийском университетах соответственно. В Пенсильванском университете до 1930-х годов провост являлся руководителем учебного заведения, пока попечительский совет не создал отдельную должность президента. При этом на провоста были возложены академические вопросы, с подчинением президенту.
Другие университеты и колледжи США и Канады ввели должности провоста во время и после Второй мировой войны, в связи с резким увеличением числа студентов (из-за закона G.I. Bill) и возросшой сложностью управления высшим учебным заведением.

## СтраныСНГ
В связи с проведённой реформой высшего образования в Казахстане, университетам были предоставлены широкие полномочия, в том числе и по введению новых должностей. В ряде университетах была модернизирована система управления и организационная структура по западному типу, с ликвидацией должности ректора и разделением полномочий между президентом и провостом.